# Carl Douglas (född 1965)
Carl Fredrik Wilhelm Archibald Douglas, född 5 maj 1965 i Lidingö församling i Stockholms län, är en svensk greve, finansman och dykare. 

## Biografi
Carl Douglas är son till finansmannen, greve Gustaf Douglas och Elisabeth Douglas, ogift von Essen, samt sonson till ambassadören, greve Carl Douglas, äldre bror till Eric Douglas och dotterson till Eric von Essen.
Han avlade en Bachelor of Arts vid Middlebury College 1988. Som dykare har han medverkat i serien Vrakletarna på Sveriges Television och är medförfattare till boken Vrak i Östersjön. År 2003 återfann han det svenska signalspaningsflygplan av typ DC 3, som 1952 hade blivit nedskjutet av sovjetiskt jaktflyg och sedan dess varit saknat. Letandet efter DC 3:n ledde till Catalinaaffären.
Genom undersökningar av Östersjöns botten har Carl Douglas lokaliserat ett flertal tidigare okända vrak från både äldre och modern historia, till exempel regalskeppet Svärdet och SMS Prinz Adalbert. 
Carl Douglas äger och förvaltar Rydboholms gård tillsammans med familjen. Han är styrelseledamot i bland andra Investment AB Latour, Assa Abloy och Boxholms Skogar. Via sitt bolag Vargtornet äger han 24 procent av såväl kapital som röster i Wasatornet, som är familjens förvaltningsbolag. Som miljardär rankades han av finanstidningen Veckans Affärer på delad 29:e plats 2014 tillsammans med brodern Eric Douglas. Aktiespararna rankade honom 2025 som Sveriges 10 rikaste person med en förmögenhet på knappt 73 miljarder.
Carl Douglas grundade 2019 Stiftelsen Voice of the Ocean, och är ordförande i stiftelsens styrelse.